# Jean de Reszke

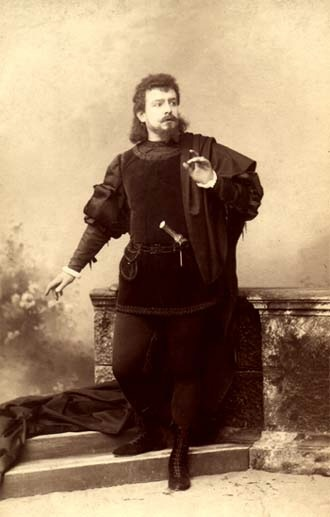
Jean de Reszke

Jean de Reszke, egentligen Jan Mieczysław Reske, född 14 januari 1850 i Warszawa, död 3 april 1925 i Nice, var en polsk tenor och pianist huvudsakligen verksam i Frankrike. 

## Biografi
Reszke utbildade sig till sångare i Italien och debuterade 1874 i Venedig som Alfonso i La Favorite, varefter han flera år uppträdde i Paris och London. Emellertid förvandlade han under fortsatta sångstudier sin barytonröst till en glansfull tenor. Tenordebuten skedde 1879 i Madrid i Meyerbeers "Robert le Diable". Sitt stora genomgång fick han 1884 i Paris då han sjöng rollen som Jean i Massenets opera "Herodiade". de Reszke var 1885-89 anställd vid Stora operan i Paris, uppträdde en många år som gäst där och i London, samt även i St. Petersburg och i New York på Metropolitan under 7 säsonger, med början 1891 till sitt avsked 1901. Han hyllades rätt allmänt som sin tids främste operatenor, en verklig sångkonstnär.
1904 tog han avsked från scenen verkade sedan som sånglärare i Paris. Jean de Reszke avled 1925 i Nice på franska Rivieran.

## Främsta rolltolkningar
Bland hans roller märkas Raoul i Hugenotterna, Profeten, Vasco da Gama i "Afrikanskan", Romeo, Faust, Cid, Radamés i "Aida", Otello, Pajazzo samt Wagnerrollerna Tannhäuser, Lohengrin, Walther von Stolzing, Siegfried och Tristan